# Mark Levengood
Mark William Levengood, (tidigare Levengood-Kärkkäinen), född 10 juli 1964 på Camp Lejeune i North Carolina, är en sverigefinlandssvensk journalist, författare och programledare. Han är sedan 1980-talet verksam i Sverige.

## Biografi
Levengood föddes på en militärbas i North Carolina, där hans far var amerikansk marinsoldat. Familjen flyttade sedan till moderns hemland Finland, och  Levengood växte upp med sina syskon i Helsingfors. Levengood kom som 19-åring till Sverige och efter diverse olika arbeten blev han student på Dramatiska institutets utbildning i radioproduktion. Redan under sin tid i Finland hade han dock skaffat sig erfarenhet från TV.

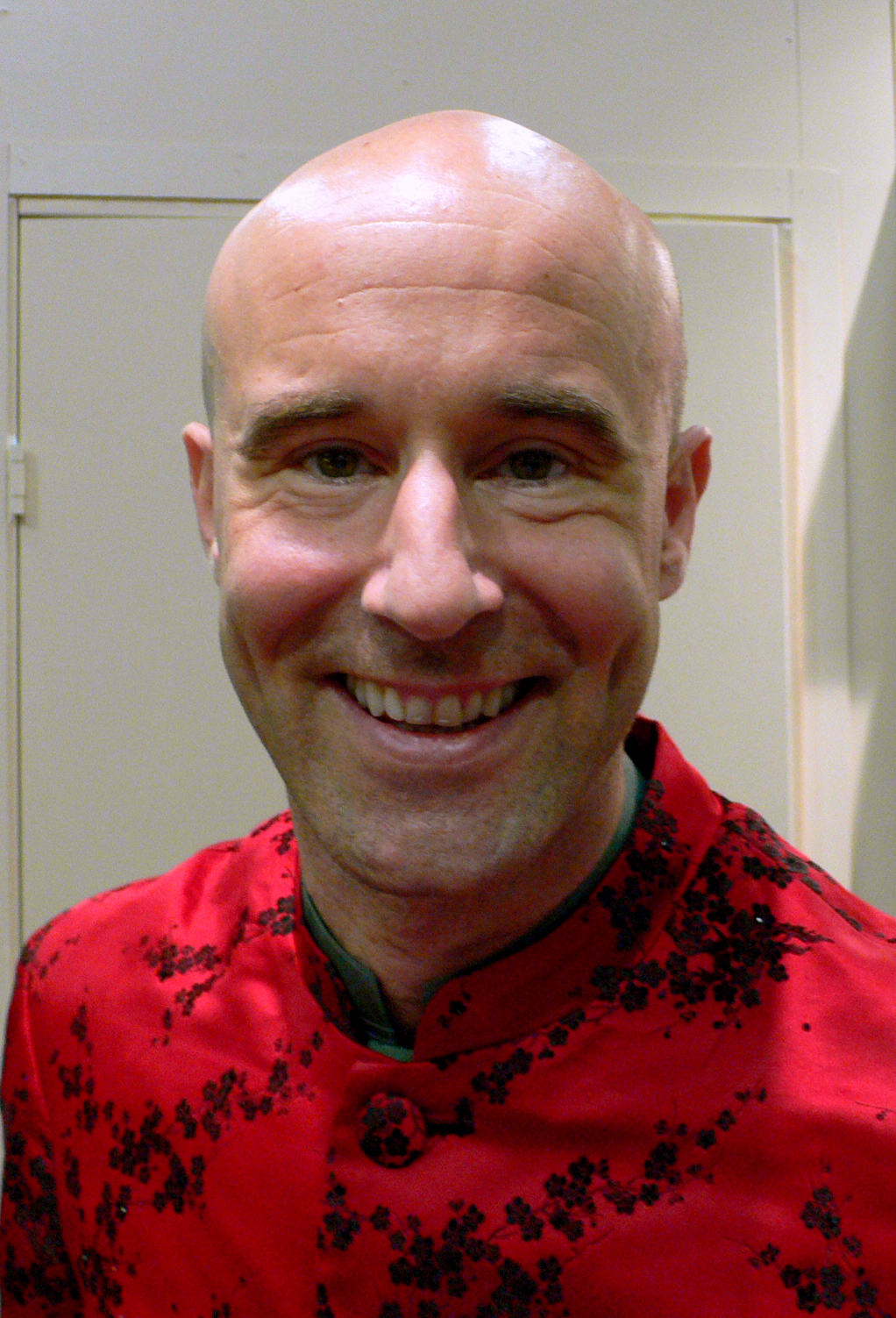
Mark Levengood, 2007.

Levengood var under flera år programledare och underhållare på Sveriges Radio och Sveriges Television. Åren 1995–1999 var han biträdande programchef på SVT. Han har varit programledare för Mark och hans vänner 1992, Aha! sa Mark! 1994, Melodifestivalen 2003 och 2005, Vi i femman samt Det kungliga bröllopet 2010. Levengood har varit värd för Victoriadagen på Öland under flera år.
År 2022 blev han programledare för UR-produktionen Klimatkampen på SVT, ett uppdrag han fortsatte med under säsong 2 år 2023. Levengood är även kåsör på Godmorgon Världen. År 2024 var han årets julvärd i SVT.
Den 1 april 2008 blev Levengood Unicef-ambassadör. Han är ledamot av styrelsen för Högskolan på Gotland. Fram till 2023 har Levengood varit sommarvärd i Sommar i P1 sju gånger: 27 juni 1993, 22 juni 1996, 4 juli 1999, 24 juni 2007, 25 juni 2011, 28 juni 2018 och 13 juli 2023. Levengood var Vegas sommarpratare år 2014. Levengood tillhör romersk-katolska kyrkan.

### Författare
Levengood har skrivit flera böcker baserade på egna texter. Tillsammans med Unni Lindell har han producerat barncitatböckerna Gamla tanter lägger inte ägg och Gud som haver barnen kär har du någon ull som tillsammans sålts i över en miljon exemplar.

## Privatliv

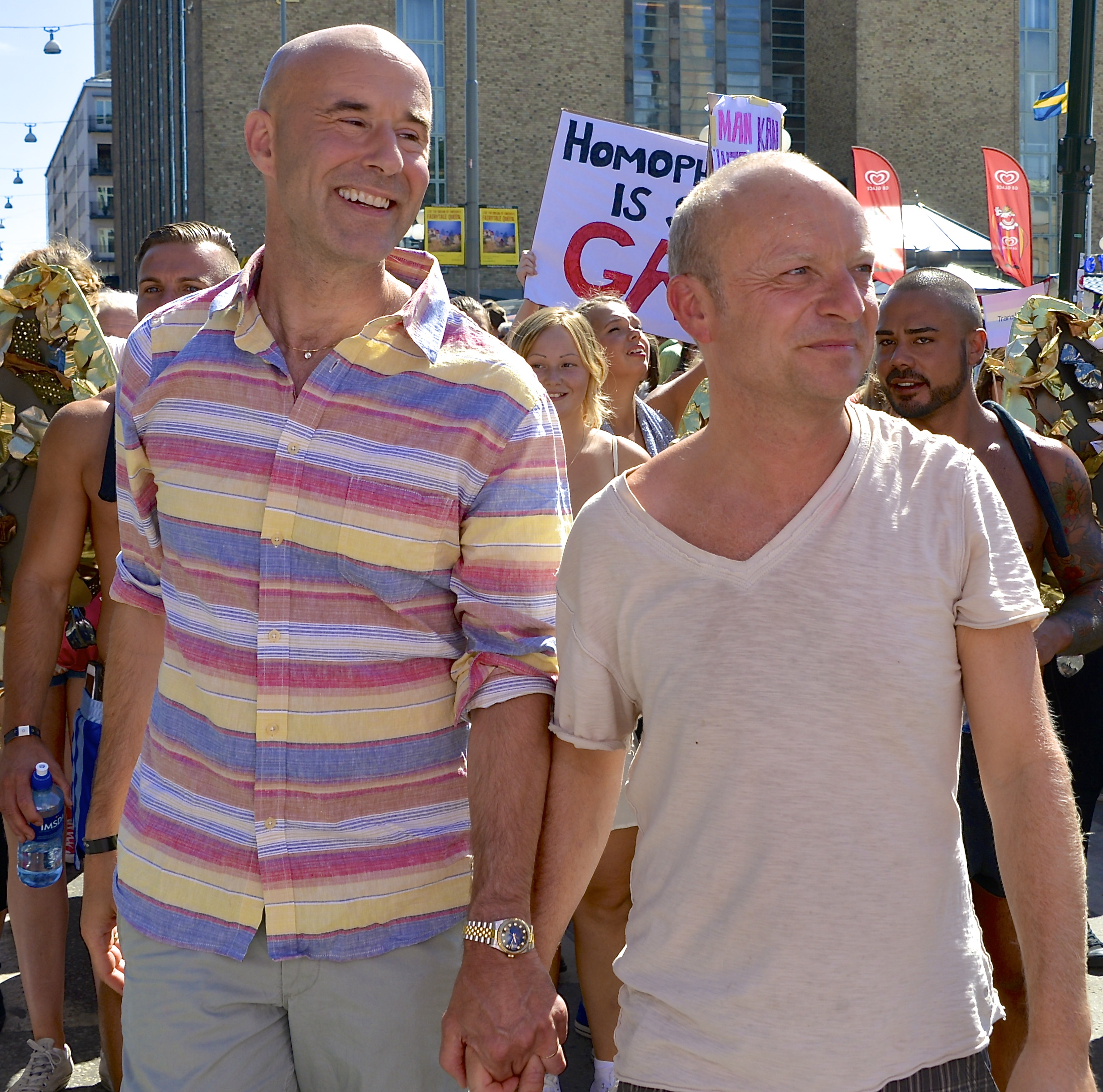
Mark Levengood och maken Jonas Gardell på Stockholm Pride 2013.

År 1986 träffade Mark Levengood Jonas Gardell, och de förlovade sig samma år. År 1995 ingick han registrerat partnerskap med Gardell och 2011 äktenskap. Paret har två barn – en son som Gardell har tillsammans med väninnan Ingeborg Svensson och en dotter som Levengood har tillsammans med Fanny Ambjörnsson.
I april 2023 berättade Gardell och Levengood att de hade beslutat att skilja sig. Därefter har Levengood talat ut om mäns ensamhet och skrivit boken Vänskap om ämnet. I boken berättar han bland annat om separationen, sin mors missbruk och död och en väns död i covid-19. Inför släppet skrev han i Dagens Nyheter om sin tid som föräldraledig, som han upplevde som mycket tråkig.
Mark Levengood är även bekännande kristen.

### Barncitatböcker
(tillsammans med Unni Lindell)
- 2001/2002[b] – Gamla tanter lägger inte ägg
- 2003 – Gud som haver barnen kär har du någon ull

## Föreställningar och shower
| År   | Roll       | Produktion                                                  | Regi          | Teater                 |
| 2009 |            | Mark och hans värld                                         |               |                        |
| 2012 | Berättaren | Peter Pan och Wendy J.M. Barrie i ny version av Anders Duus | Pia Johansson | Stockholms stadsteater |

## Bildgalleri

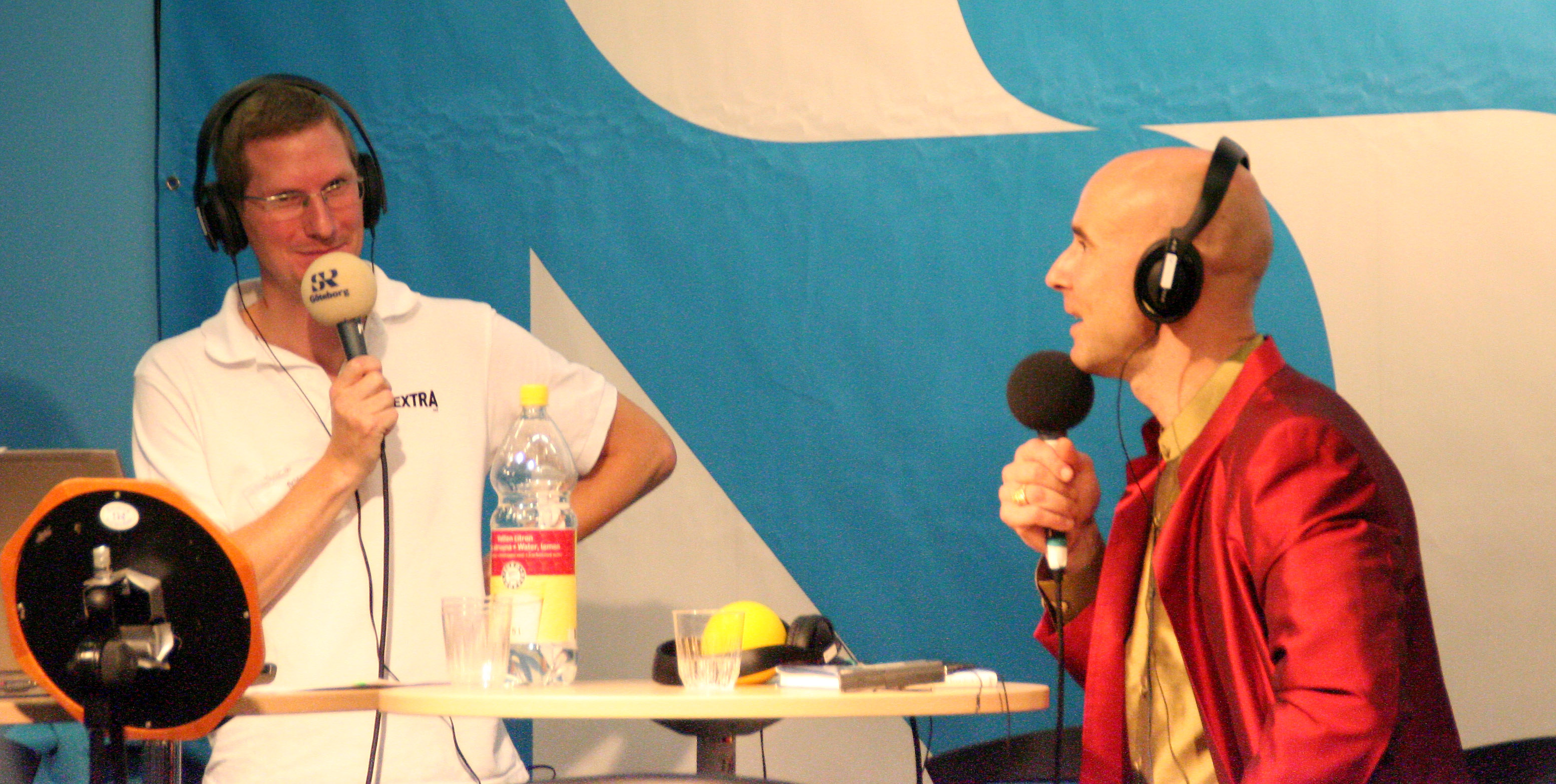
Levengood intervjuad i Sveriges Radio på Bok- och Biblioteksmässan i Göteborg 2006.
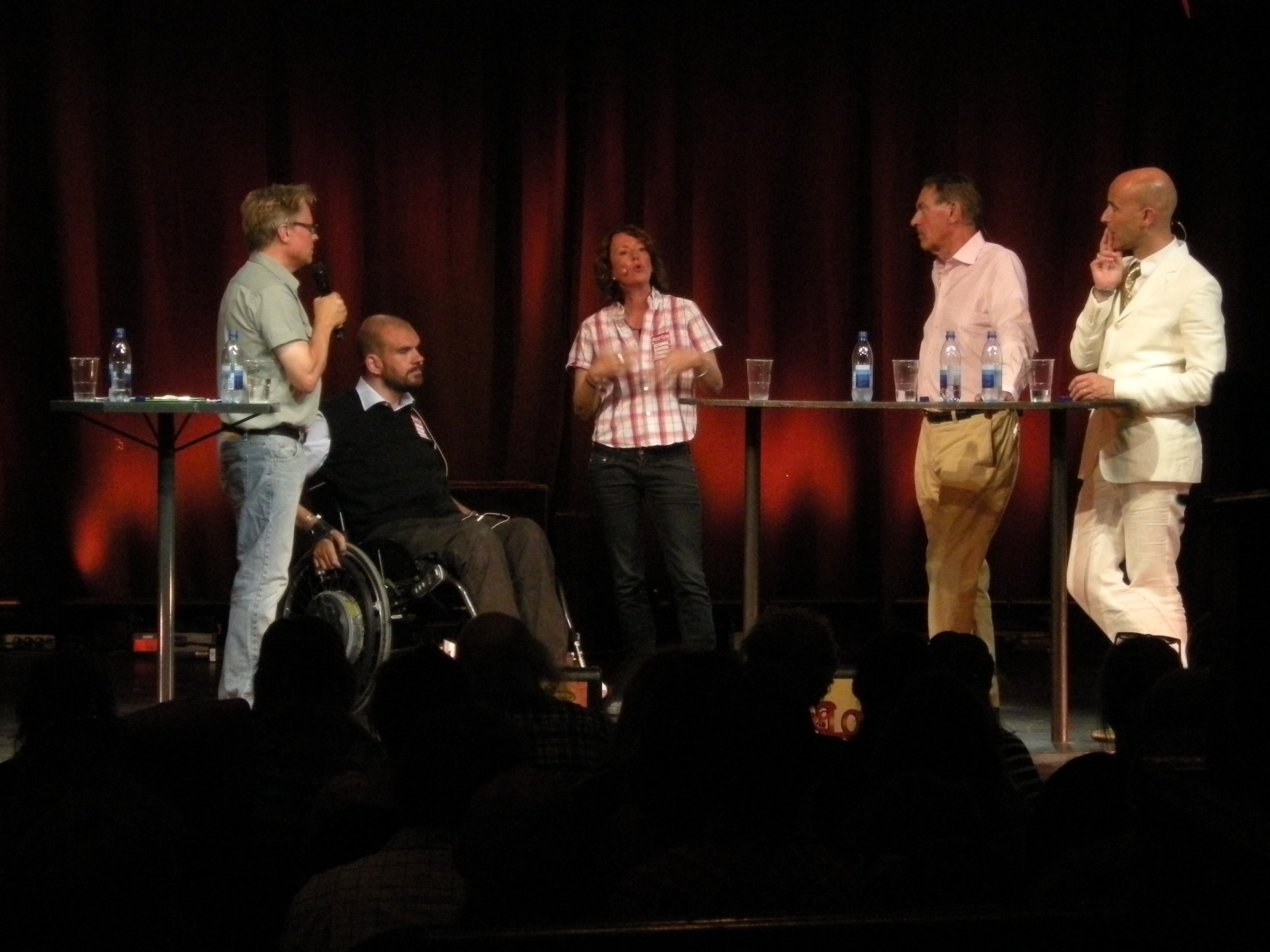
Debatt på Peace and Love 2010 med Staffan Dopping, Christian Wass, Mian Lodalen, Jan Eliasson och Mark Levengood.
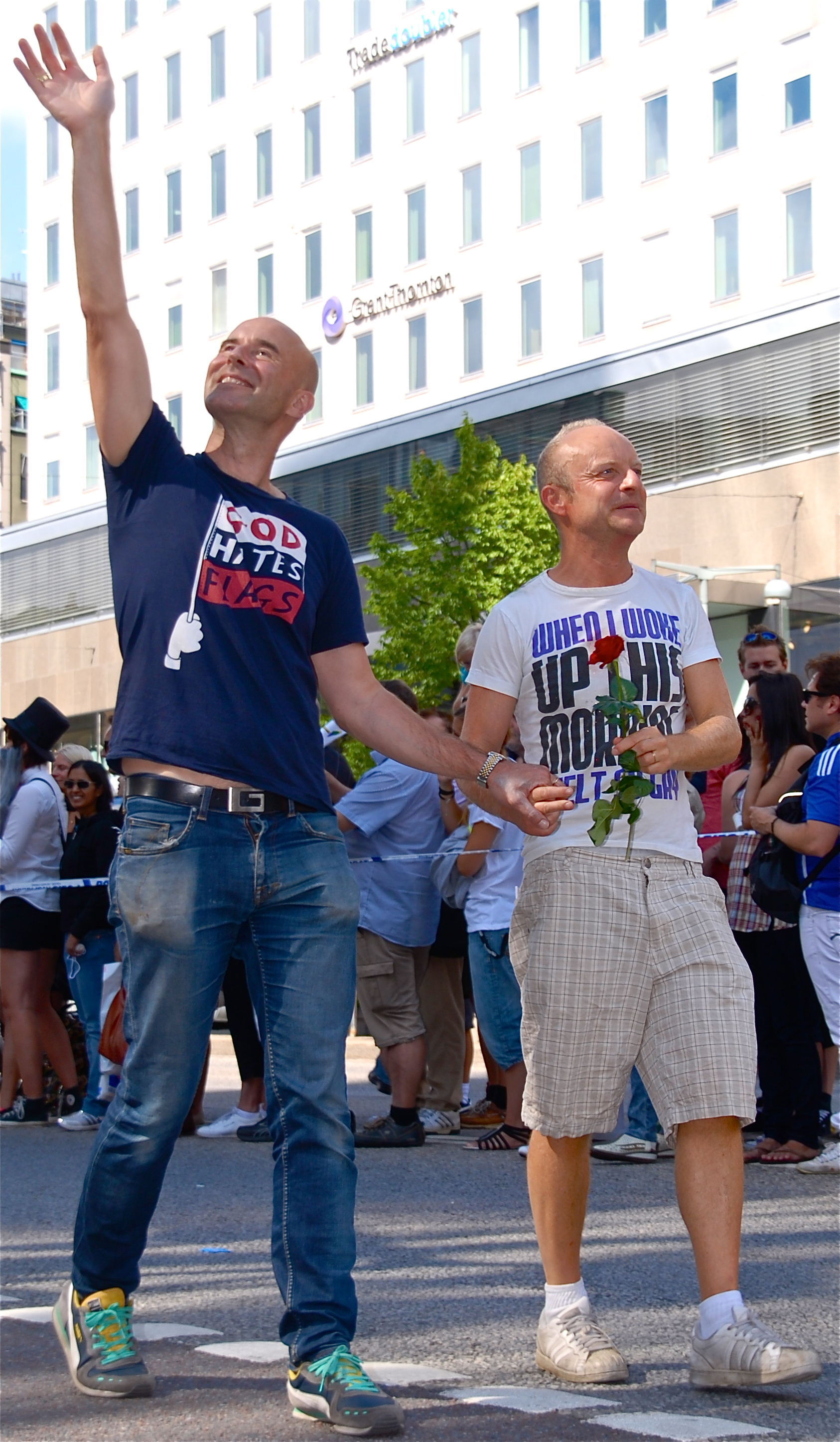
Mark Levengood & Jonas Gardell på Stockholm Pride 2012.
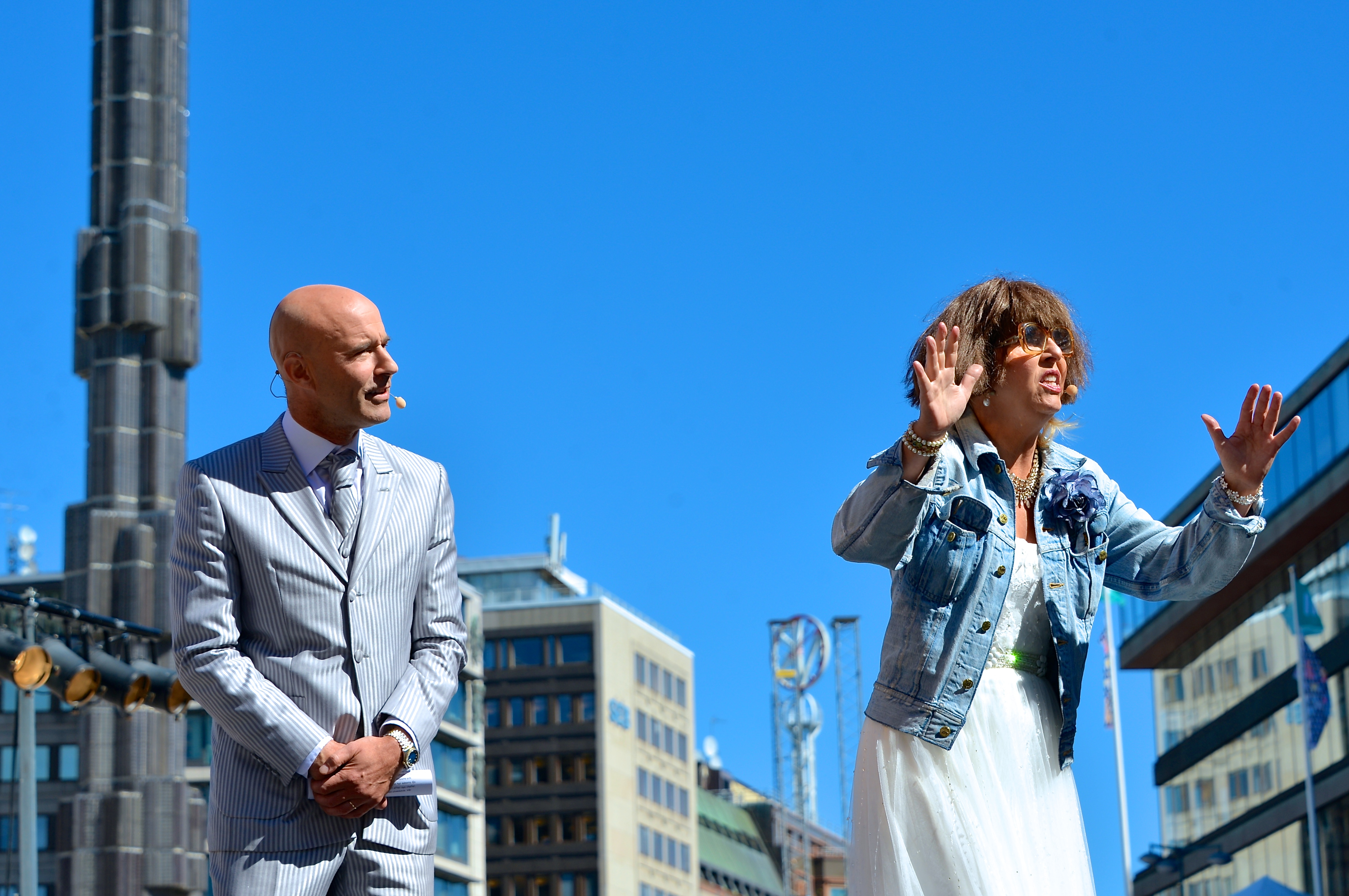
Mark Levengood och Pia Johansson på Sergels torg under Stockholms Kulturfestival 2013. Smakprover ges ur den kommande säsongens föreställningar på Stockholms Stadsteater.

## Utmärkelser
- 2009:  Folktingets förtjänstmedalj[19]
- 1993: Allan Hellman-priset tillsammans med Jonas Gardell[20]
- 28 januari 2025:  H.M. Konungens medalj av 8:e storleken i högblått band[21]